# Distribució asimètrica de Laplace

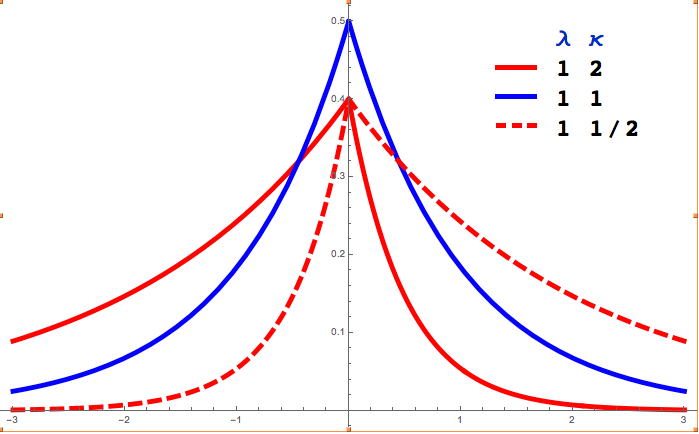
Representació de distribució asimètrica de Laplace.

En teoria i estadística de probabilitats, la distribució asimètrica de Laplace (ALD) és una distribució de probabilitat contínua que és una generalització de la distribució de Laplace. De la mateixa manera que la distribució de Laplace consta de dues distribucions exponencials d'escala igual adossades sobre x=m, el Laplace asimètric consta de dues distribucions exponencials d'escala desigual esquena amb esquena al voltant de x=m, ajustat per assegurar la continuïtat i la normalització. La diferència de dues variables distribuïdes exponencialment amb diferents mitjanes i paràmetres de velocitat es distribuirà segons l'ALD. Quan els dos paràmetres de velocitat són iguals, la diferència es distribuirà segons la distribució de Laplace.

## Caracterització

### Funció de densitat de probabilitat
Una variable aleatòria té una distribució asimètrica de Laplace(m, λ, κ) si la seva funció de densitat de probabilitat és
{\displaystyle f(x;m,\lambda ,\kappa )=\left({\frac {\lambda }{\kappa +1/\kappa }}\right)\,e^{-(x-m)\lambda \,s\kappa ^{s}}}
on s = sgn (xm), o alternativament:
{\displaystyle f(x;m,\lambda ,\kappa )={\frac {\lambda }{\kappa +1/\kappa }}{\begin{cases}\exp \left((\lambda /\kappa )(x-m)\right)&{\text{if }}x<m\\[4pt]\exp(-\lambda \kappa (x-m))&{\text{if }}x\geq m\end{cases}}}
Aquí, m és un paràmetre d'ubicació, λ>0 és un paràmetre d'escala i κ és un paràmetre d'asimetria. Quan κ=1, (xm)s κ s simplifica a |xm| i la distribució es simplifica a la distribució de Laplace.

## Funció de distribució acumulada
La funció de distribució acumulada ve donada per:
{\displaystyle F(x;m,\lambda ,\kappa )={\begin{cases}{\frac {\kappa ^{2}}{1+\kappa ^{2}}}\exp((\lambda /\kappa )(x-m))&{\text{if }}x\leq m\\[4pt]1-{\frac {1}{1+\kappa ^{2}}}\exp(-\lambda \kappa (x-m))&{\text{if }}x>m\end{cases}}}

## Funció característica
La funció característica ALD ve donada per:
{\displaystyle \varphi (t;m,\lambda ,\kappa )={\frac {e^{imt}}{(1+{\frac {it\kappa }{\lambda }})(1-{\frac {it}{\kappa \lambda }})}}}
Per a m = 0, l'ALD és un membre de la família de distribucions geomètriques estables amb α = 2. Es dedueix que si {\displaystyle \varphi _{1}} i {\displaystyle \varphi _{2}} són dues funcions característiques ALD diferents amb m=0, llavors
{\displaystyle \varphi ={\frac {1}{1/\varphi _{1}+1/\varphi _{2}-1}}}